# Campo el Porvenir
Campo el Porvenir är en ort i Mexiko.   Den ligger i kommunen Culiacán och delstaten Sinaloa, i den västra delen av landet, 1 000 km nordväst om huvudstaden Mexico City. Campo el Porvenir ligger 16 meter över havet och antalet invånare är 498.
Terrängen runt Campo el Porvenir är mycket platt. Runt Campo el Porvenir är det ganska tätbefolkat, med 155 invånare per kvadratkilometer. Närmaste större samhälle är Licenciado Benito Juárez, 4,1 km nordväst om Campo el Porvenir. Trakten runt Campo el Porvenir består till största delen av jordbruksmark.